# Felice Chiò
Felice Chiò (Palazzolo Vercellese, 29 aprile 1813 – Torino, 28 maggio 1871) è stato un matematico e politico italiano.

## Biografia
Studiò all'Università di Torino, dove ebbe tra i suoi insegnanti Giovanni Plana e si laureò in filosofia nel 1835. A partire dal 1854 insegnò matematica all'Accademia Militare di Torino e fisica matematica all'Università.
Nel 1841 una sua memoria che correggeva una svista di Lagrange riguardo alla serie di Lagrange fu respinta dall'Accademia delle Scienze di Torino, su indicazione di Giulio e Menabrea. Il contenuto della memoria era però esatto, e fu pubblicato nei Comptes Rendus tra il 1844 e il 1847 dall'Académie des Sciences di Parigi. Nel 1846 Chiò comunicò questi risultati a Genova, all'ottavo congresso degli scienziati italiani, suscitando una lunga polemica con Menabrea.
Altri suoi scritti parlano della teoria delle curve gobbe, del calcolo delle differenze finite, dei determinanti e sono per lo più di carattere critico. I suoi studi hanno diversi risultati originali, soprattutto nel settore dell'analisi pura.
Impegnato anche in politica, fu deputato per sei legislature al Parlamento subalpino.